# Mother’s Ruin (schweizerische Band)
Mother’s Ruin gehörte zu den frühen Vertretern des Punk in der Schweiz. Die Band wurde im Februar 1978 von Markus Engelberger (Gitarre, Gesang) und Reto Ressegatti (Gitarre) gegründet. Silvia Holenstein (Gesang), Freddy Stählin (Bass) und Marcel Dubach (Schlagzeug) gehörten zur Urformation der Band, die ihr erstes Konzert im Juni 1978 als Vorgruppe von Kleenex gaben.

## Bandname
Der Bandname Mother's Ruin geht zurück auf die in England gebräuchliche umgangssprachliche Bezeichnung von Gin. Während der Weltkriege blieb den von ihren Ehemännern verlassenen Müttern nur der Gin, um sich zu trösten – und gleichzeitig ihre Gesundheit zu ruinieren.
Die Idee für den doppeldeutigen Namen stammte von Markus’ Bruder Paul Engelberger, der auch die meisten Songs für die Band getextet hat.

## Stil
Musikalisch liessen sich Mother’s Ruin nicht in die damals gängigen Stilrichtungen einordnen, vermischten sie nämlich harten Punkrock mit R’n’B und Marschrhythmen und liessen das Ganze durch originell erfrischende Texte und die starke Stimme ihrer Sängerin umrahmen. Zu ihren bekannteren Liedern gehören Danny Hot Dog (1978), No more Superstars und Godzilla (1979). Die Gruppe ist neben ihren eigenen Veröffentlichungen auch auf Kompilationen wie Switzerland Off Course und Swiss Wave - The Album zu hören.
Ein Revival erlebte das Lied Godzilla anlässlich der Eröffnung „Der dritte Raum“ der Kunsthalle Winterthur am 18. Februar 2006. Die Kunstschaffende Andrea Thal führte den Song einer Neuinterpretation durch die Performerin G. Rizo zu.

## Diskografie
Alben, EPs und Singles
- 1979: Godzilla (12"-EP, Off Course Rec.)
- 1979: Dany Hot Dog (7"-Single, Off Course Rec.)
- 1980: Want more (LP, Off Course Rec.)
- 1982: Boxer (7"-Single, Meteor Rec.)
- 1983: Basta (12"-EP, R.F. Rec.)

Video/DVD
- Punkcocktail, Zurich Scene 1976 - 1980 (gefilmt von René Uhlmann)